# 西龙虎峪镇
西龙虎峪镇，是中华人民共和国天津市蓟州区下辖的一个乡镇级行政单位。
2020年7月，全国爱卫会命名西龙虎峪镇为2017-2019周期国家卫生乡镇。

## 行政区划
西龙虎峪镇下辖以下地区：
后漳泗河村、鹿角河村、藏山庄村、西龙虎峪村、南汪家庄村、南贾庄村、龙北村、南漳泗河村、燕各庄村、蔡三庄村、小刘庄村、龙前村、蔡老庄村、柳官庄村、蔡二庄村和鲁家峪村。